# Campeonato Europeo de Voleibol Femenino Sub-18 de 2009
La IIX edición del Campeonato Europeo de Voleibol Femenino Sub-18 se llevó a cabo en Holanda del 4 al 9 de abril. Los equipos nacionales compitieron por seis cupos para el Campeonato Mundial de Voleibol Femenino Sub-18 de 2009 a realizarse en Tailandia.

## Grupos
| Grupo A    | Grupo B      | Grupo C  | Grupo D         |
| ---------- | ------------ | -------- | --------------- |
| Bélgica    | Hungría      | Serbia   | Italia          |
| Eslovaquia | Ucrania      | Alemania | Turquía         |
| Rusia      | Países Bajos | Grecia   | República Checa |

## Primera fase

### Clasificación
| Pos | Equipo     | PJ | PG | PP | SG | SP | PTS |
| --- | ---------- | -- | -- | -- | -- | -- | --- |
| 1   | Bélgica    | 2  | 2  | 0  | 6  | 2  | 6   |
| 2   | Eslovaquia | 2  | 1  | 1  | 4  | 3  | 3   |
| 3   | Rusia      | 2  | 0  | 2  | 1  | 6  | 0   |

#### Resultados
| Fecha    | Encuentro            | Resultado | Set   | Set   | Set   | Set   | Set | Puntuación total |
| Fecha    | Encuentro            | Resultado | 1     | 2     | 3     | 4     | 5   | Puntuación total |
| -------- | -------------------- | --------- | ----- | ----- | ----- | ----- | --- | ---------------- |
| 04-04-09 | Bélgica - Eslovaquia | 3-1       | 25-22 | 18-25 | 25-19 | 25-17 |     | 93-83            |
| 05-04-09 | Rusia - Bélgica      | 1-3       | 18-25 | 25-22 | 24-26 | 16-25 |     | 83-98            |
| 06-04-09 | Rusia - Eslovaquia   | 0-3       | 15-25 | 21-25 | 21-25 |       |     | 57-75            |

### Clasificación
| Pos | Equipo       | PJ | PG | PP | SG | SP | PTS |
| --- | ------------ | -- | -- | -- | -- | -- | --- |
| 1   | Hungría      | 2  | 2  | 0  | 6  | 3  | 5   |
| 2   | Ucrania      | 2  | 1  | 1  | 4  | 5  | 2   |
| 3   | Países Bajos | 2  | 0  | 2  | 4  | 6  | 2   |

#### Resultados
| Fecha    | Encuentro              | Resultado | Set   | Set   | Set   | Set   | Set   | Puntuación total |
| Fecha    | Encuentro              | Resultado | 1     | 2     | 3     | 4     | 5     | Puntuación total |
| -------- | ---------------------- | --------- | ----- | ----- | ----- | ----- | ----- | ---------------- |
| 04-04-09 | Hungría - Ucrania      | 3-1       | 20-25 | 25-10 | 25-20 | 25-15 |       | 95-70            |
| 05-04-09 | Países Bajos - Hungría | 2-3       | 27-25 | 17-25 | 22-25 | 25-18 | 10-15 | 101-108          |
| 06-04-09 | Países Bajos - Ucrania | 2-3       | 25-17 | 26-24 | 27-29 | 22-25 | 16-18 | 116-113          |

### Clasificación
| Pos | Equipo   | PJ | PG | PP | SG | SP | PTS |
| --- | -------- | -- | -- | -- | -- | -- | --- |
| 1   | Serbia   | 2  | 2  | 0  | 6  | 1  | 6   |
| 2   | Alemania | 2  | 1  | 1  | 4  | 3  | 3   |
| 3   | Grecia   | 2  | 0  | 2  | 0  | 6  | 0   |

#### Resultados
| Fecha    | Encuentro         | Resultado | Set   | Set   | Set   | Set   | Set | Puntuación total |
| Fecha    | Encuentro         | Resultado | 1     | 2     | 3     | 4     | 5   | Puntuación total |
| -------- | ----------------- | --------- | ----- | ----- | ----- | ----- | --- | ---------------- |
| 04-04-09 | Serbia - Grecia   | 3-0       | 25-12 | 25-12 | 25-16 |       |     | 75-40            |
| 05-04-09 | Alemania - Serbia | 1-3       | 19-25 | 16-25 | 25-21 | 20-25 |     | 80-96            |
| 06-04-09 | Grecia - Alemania | 0-3       | 16-25 | 14-25 | 21-25 |       |     | 51-75            |

### Clasificación
| Pos | Equipo          | PJ | PG | PP | SG | SP | PTS |
| --- | --------------- | -- | -- | -- | -- | -- | --- |
| 1   | Italia          | 2  | 2  | 0  | 6  | 2  | 5   |
| 2   | Turquía         | 2  | 1  | 1  | 5  | 5  | 3   |
| 3   | República Checa | 2  | 0  | 2  | 2  | 6  | 1   |

#### Resultados
| Fecha    | Encuentro                 | Resultado | Set   | Set   | Set   | Set   | Set   | Puntuación total |
| Fecha    | Encuentro                 | Resultado | 1     | 2     | 3     | 4     | 5     | Puntuación total |
| -------- | ------------------------- | --------- | ----- | ----- | ----- | ----- | ----- | ---------------- |
| 04-04-09 | Turquía - República Checa | 3-2       | 22-25 | 27-25 | 27-25 | 22-25 | 15-13 | 113-113          |
| 05-04-09 | Italia - Turquía          | 3-2       | 25-22 | 25-27 | 23-25 | 25-15 | 15-10 | 113-99           |
| 06-04-09 | República Checa - Italia  | 0-3       | 10-25 | 23-25 | 19-25 |       |       | 52-75            |

## Fase final
|  | Cuartos de final      | Cuartos de final      |                       |            | Semifinales            | Semifinales            |  |  | Final                 | Final |
|  |                       |                       |                       |            |                        |                        |  |  |                       |       |
|  | 7 de abril - Róterdam |                       |                       |            |                        |                        |  |  |                       |       |
|  |                       |                       |                       |            |                        |                        |  |  |                       |       |
|  | Bélgica               | 3                     |                       |            |                        |                        |  |  |                       |       |
|  | Bélgica               | 3                     | 8 de julio – Róterdam |            |                        |                        |  |  |                       |       |
|  | Ucrania               | 0                     |                       |            |                        |                        |  |  |                       |       |
|  | Ucrania               | 0                     | Italia                | 1          |                        |                        |  |  |                       |       |
|  | 7 de abril – Róterdam |                       | Italia                | 1          |                        |                        |  |  |                       |       |
|  |                       | Bélgica               | 3                     |            |                        |                        |  |  |                       |       |
|  | Italia                | Bélgica               | 3                     | 3          |                        |                        |  |  |                       |       |
|  | Italia                |                       | 9 de julio – Róterdam | 3          |                        |                        |  |  |                       |       |
|  | Alemania              | 0                     |                       |            |                        |                        |  |  |                       |       |
|  | Alemania              | 0                     | Serbia                | 1          |                        |                        |  |  |                       |       |
|  | 7 de abril - Róterdam |                       | Serbia                | 1          |                        |                        |  |  |                       |       |
|  |                       | Bélgica               | 3                     |            |                        |                        |  |  |                       |       |
|  | Hungría               | Bélgica               | 3                     | 1          |                        |                        |  |  |                       |       |
|  | Hungría               | 8 de julio – Róterdam |                       | 1          |                        |                        |  |  |                       |       |
|  | Eslovaquia            | 3                     |                       |            |                        |                        |  |  |                       |       |
|  | Eslovaquia            | 3                     | Serbia                | 3          | Tercer y cuarto puesto | Tercer y cuarto puesto |  |  |                       |       |
|  | 7 de abril – Róterdam |                       | Serbia                | 3          | Tercer y cuarto puesto | Tercer y cuarto puesto |  |  |                       |       |
|  |                       | Eslovaquia            | 2                     |            |                        |                        |  |  |                       |       |
|  | Turquía               | Eslovaquia            | 2                     | 0          | Italia                 | 3                      |  |  |                       |       |
|  | Turquía               |                       |                       | 0          | Italia                 | 3                      |  |  |                       |       |
|  | Serbia                | 3                     |                       | Eslovaquia | 1                      |                        |  |  |                       |       |
|  | Serbia                | 3                     |                       |            | 1                      |                        |  |  |                       |       |
|  |                       |                       |                       |            |                        |                        |  |  | 9 de julio – Róterdam |       |
|  |                       |                       |                       |            |                        |                        |  |  |                       |       |

### Cuartos de final
| Fecha    |            | Resultado |          | Set   | Set   | Set   | Set   | Set | Puntuación Total |
| Fecha    | 1          | Resultado | 2        | 3     | 4     | 5     |       |     | Puntuación Total |
| -------- | ---------- | --------- | -------- | ----- | ----- | ----- | ----- | --- | ---------------- |
| 07-04-09 | Bélgica    | 3 - 0     | Ucrania  | 25-20 | 25-17 | 25-15 |       |     | 75 - 52          |
| 07-04-09 | Italia     | 3 - 0     | Alemania | 25-19 | 25-20 | 25-17 |       |     | 75 - 56          |
| 07-04-09 | Serbia     | 3 - 0     | Turquía  | 25-15 | 25-19 | 25-23 |       |     | 75 - 57          |
| 07-04-09 | Eslovaquia | 3 - 1     | Hungría  | 18-25 | 25-23 | 25-23 | 25-23 |     | 93 - 94          |

### Semifinal
| Fecha    |         | Resultado |            | Set   | Set   | Set   | Set   | Set   | Puntuación Total |
| Fecha    | 1       | Resultado | 2          | 3     | 4     | 5     |       |       | Puntuación Total |
| -------- | ------- | --------- | ---------- | ----- | ----- | ----- | ----- | ----- | ---------------- |
| 08-04-09 | Bélgica | 3 - 1     | Italia     | 25-23 | 21-25 | 25-21 | 25-19 |       | 96 - 88          |
| 08-04-09 | Serbia  | 3 - 2     | Eslovaquia | 25-15 | 21-25 | 21-25 | 25-21 | 15-10 | 107 - 96         |

### 3° Puesto
| Fecha    |        | Resultado |            | Set   | Set   | Set   | Set   | Set | Puntuación Total |
| Fecha    | 1      | Resultado | 2          | 3     | 4     | 5     |       |     | Puntuación Total |
| -------- | ------ | --------- | ---------- | ----- | ----- | ----- | ----- | --- | ---------------- |
| 09-04-09 | Italia | 3 - 1     | Eslovaquia | 25-15 | 25-12 | 20-25 | 25-23 |     | 95 - 75          |

### Final
| Fecha    |         | Resultado |        | Set   | Set   | Set   | Set   | Set | Puntuación Total |
| Fecha    | 1       | Resultado | 2      | 3     | 4     | 5     |       |     | Puntuación Total |
| -------- | ------- | --------- | ------ | ----- | ----- | ----- | ----- | --- | ---------------- |
| 09-04-09 | Bélgica | 3 - 1     | Serbia | 25-23 | 25-21 | 10-25 | 25-17 |     | 85 - 86          |

## Clasificación final
| Pos | Equipo          |
| --- | --------------- |
| 1   | Bélgica         |
| 2   | Serbia          |
| 3   | Italia          |
| 4   | Eslovaquia      |
| 5   | Turquía         |
| 6   | Alemania        |
| 7   | Hungría         |
| 8   | Ucrania         |
| 9   | Rusia           |
| 10  | República Checa |
| 11  | Países Bajos    |
| 12  | Grecia          |

## Distinciones individuales
| Distinción      | Nombre            | Equipo  |
| --------------- | ----------------- | ------- |
| MVP             | Lise Van Hecke    | Bélgica |
| Mejor Anotadora | Lise Van Hecke    | Bélgica |
| Mejor Ataque    | Lise Van Hecke    | Bélgica |
| Mejor Bloqueo   | Giulia Pisani     | Italia  |
| Mejor Servicio  | Sara Klisura      | Serbia  |
| Mejor Armadora  | Ilka Van de Vyver | Bélgica |
| Mejor Líbero    | Marija Mihajlovic | Serbia  |

| Predecesor: República Checa 2007 | Campeonato Europeo de Voleibol Femenino Sub-18 Holanda 2009 | Sucesor: Turquía 2011 |